# Ina (cratère)

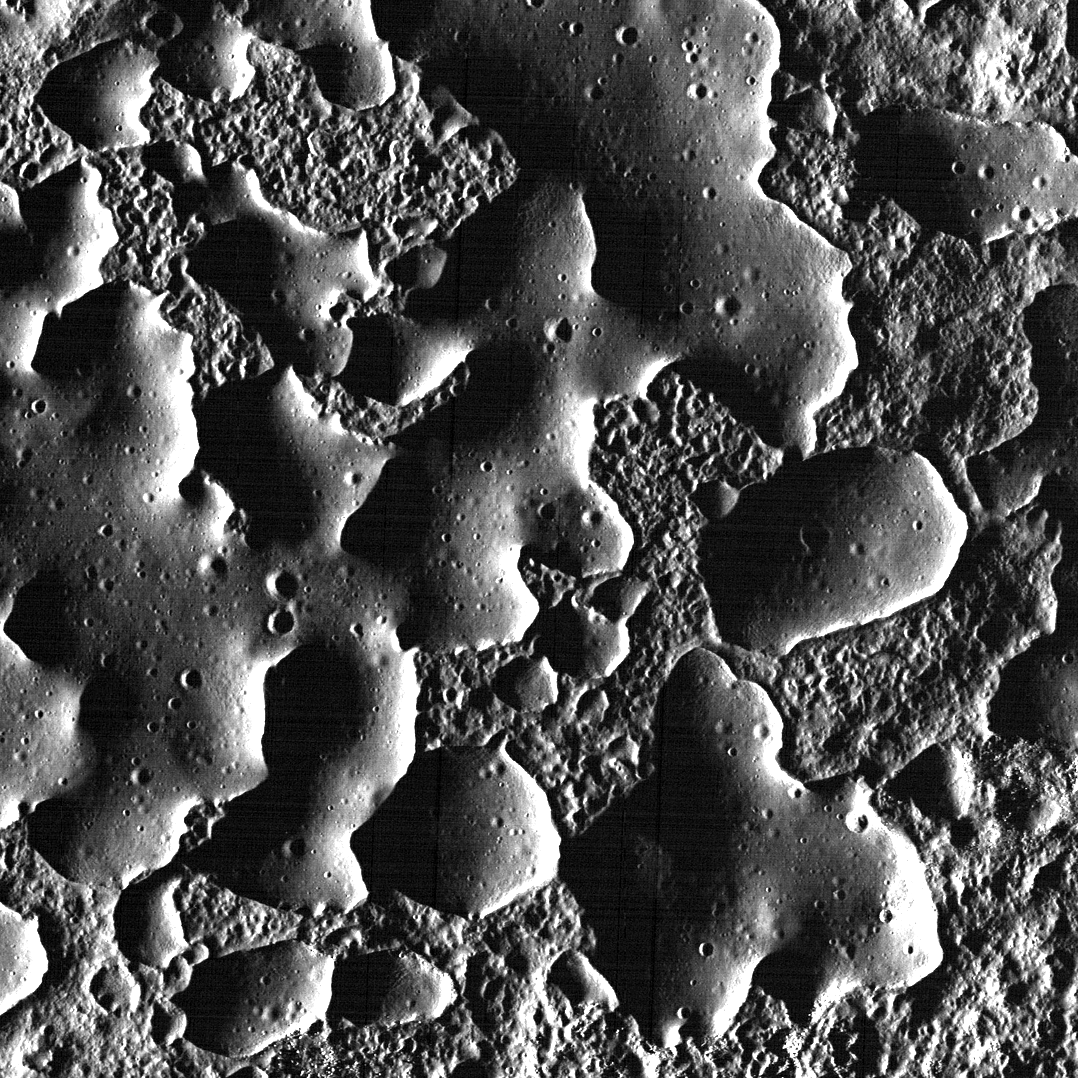
Le plancher de l'Ina, éclairé par un soleil bas (6,6° au dessus de l'horizon). Largeur d'image d'un kilomètre.

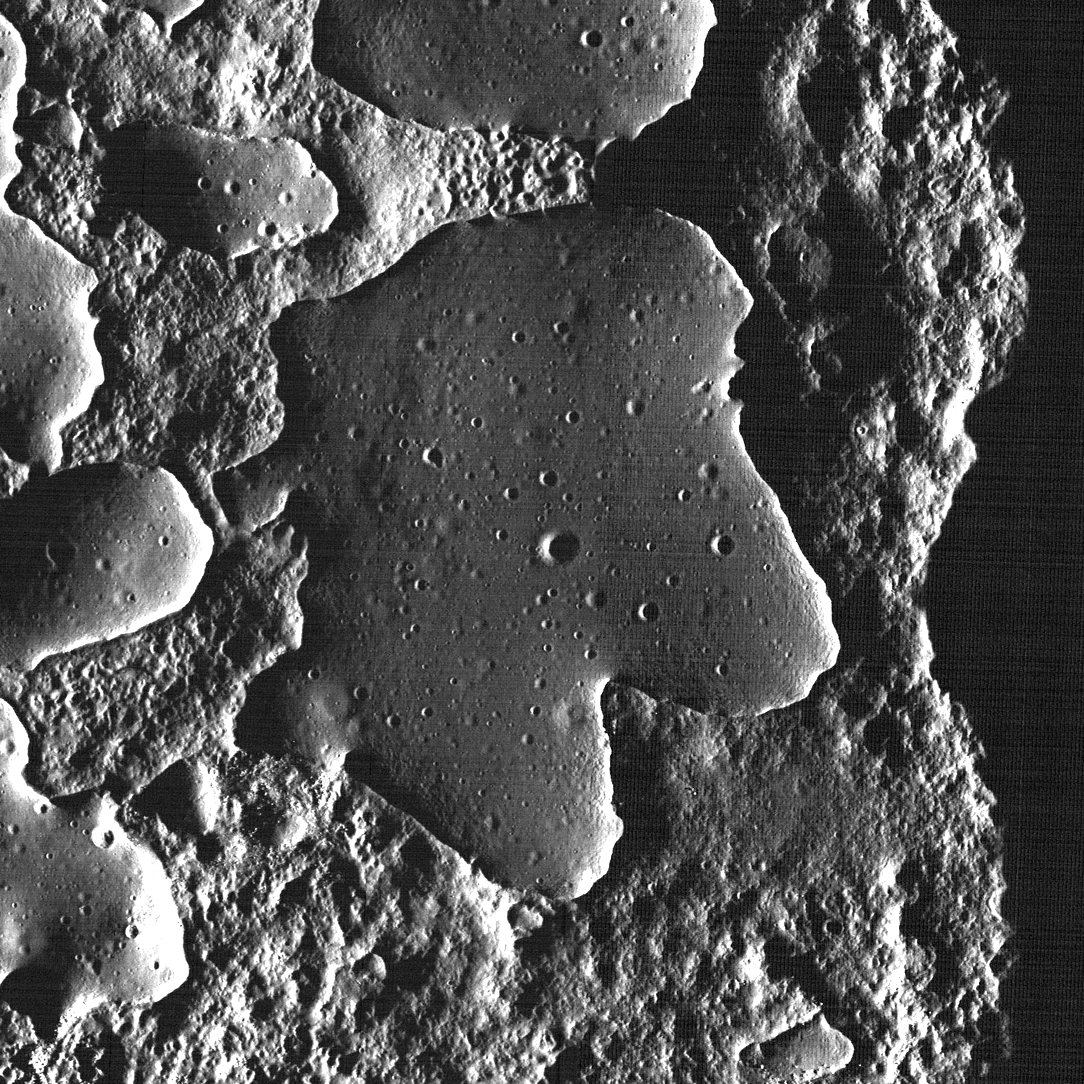
Mons Agnes : la seule colline nommée à l'intérieur d'Ina. Largeur d'image d'un kilomètre.

Ina est une petite dépression sur la Lune, dans Lacus Felicitatis, classée comme cratère lunaire dans la nomenclature de l'UAI. Elle a la forme de la lettre D, une taille de 2.9×1.9 km et une profondeur de 64 m (du point le plus profond au point le plus élevé de son bord). 
Ina est remarquable car  elle présente plusieurs dizaines de collines basses avec des sommets plats ou arrondis et des limites arrondies très nettes, ressemblant à des gouttes de mercure. Leur surface ressemble à la surface habituelle de la Lune tandis que l'espace entre eux est très différent. Ina est la plus importante de plusieurs dizaines de caractéristiques similaires sur la Lune dont l'origine n'est pas claire.   

## Découverte, exploration et dénomination
Ina est découverte sur des photographies prises en 1971 par l'équipage d'Apollo 15 depuis l'orbite lunaire. Elle aurait pu être découverte 5 ans plus tôt sur des images prises par Lunar Orbiter 4 si un défaut photographique n'était pas survenu,.  
À la fin de 1972, Ina est observée et photographiée à nouveau par l'équipage d'Apollo 17,. En 2009, le Lunar Reconnaissance Orbiter obtient des photos d'Ina avec une résolution d'environ 0,5 m par pixel et avec des angles d'éclairage variables,.  
Sur une carte topographique publiée en 1974 par la NASA, elle reçoit le nom féminin latin Ina, conformément à la convention de donner des prénoms humains aux petits cratères lunaires,. En 1979, ce nom est adopté par l'Union astronomique internationale. Dans les publications de l'ère Apollo, elle est appelée D-caldera en raison de sa forme et, à l'époque, il est supposé qu'il s'agit d'une caractéristique unique sur la Lune.  
Deux caractéristiques voisines sont nommées en 1976. Ce sont les petits cratères d'Oussama sur le bord sud-ouest d'Ina et de Dag au nord-ouest (tous deux faisant 400 m de diamètre). La plus large colline de la partie orientale de l'Ina (650 m de large) est nommée Mons Agnes en 1979.

## Description
Ina est situé au sommet d'un plateau arrondi (dôme) faisant 300 m de haut et 15 km de diamètre,.  Il est situé sur un plateau allongé (horst) d'environ 30 km de large,,.  Ce plateau se dresse au milieu de Lacus Felicitatis, un petit lac lunaire entre Mare Serenitatis, Mare Vaporum et Mare Imbrium .
Ina est une dépression en forme de D de 2,9 × 1,9 km de large. Sa bordure est surélevée sur 600 à 1 000 m de large et 30 à 40 m de haut. La partie orientale de la bordure est de 10 m plus haut que l'ouest. Sa pente extérieure est très légèrement inclinée (1–3 °) et n'a pas de bord distinct tandis que la pente intérieure est très raide (plusieurs dizaines de degrés) et a une frontière très nette avec la dépression. Le point le plus profond de la dépression est situé vers le nord-ouest de son centre. Ce point est 30 m plus profond que les bords de la dépression et 64 m plus profond que le point le plus élevé de la bordure. 
Il existe 2 types de surface clairement distincts à l'intérieur de l'Ina : les collines et les plaines. La surface des collines ressemble à la surface habituelle de Lacus Felicitatis tandis que la surface des plaines est très différente,.  
Il y a plusieurs dizaines de collines au sein de l'Ina. Elles sont de tailles diverses et ont des bords arrondis en forme d'amibe, comme des gouttes de mercure,. Beaucoup d'entre elles sont interconnectées avec d'autres collines ou avec le bord de la dépression. Elles sont de faible altitude, allant de 5 à 25 mètres et pour moyenne une dizaine de mètres,. Leurs sommets sont plats ou légèrement arrondis tandis que leurs pentes sont raides. Les bords des collines sont généralement très nets. Souvent, elles sont entourées d'un petit fossé. La limite entre les collines et la plaine a la même apparence que la limite extérieure de la dépression. La surface des collines est très lisse par rapport aux basses terres. En outre, bien que la taille de l'échantillon ne soit pas grande, les collines ont une densité de cratère d'impact intermédiaire entre les basses terres fraîches et les anciennes plaines voisines de Lacus Felicitatis,.  
Les basses terres d'Ina sont beaucoup plus rugueuses que ses collines et présentent de nombreux petits reliefs irréguliers dont la hauteur ne dépasse pas plusieurs mètres. Certains cratères y sont également discernables. Certaines des basses terres contiennent de petites parcelles aux tons très brillants. Ce sont des affleurements de roches éparses de 1–5 m. Ces parcelles sont situées principalement près de la frontière entre les basses terres et les collines, en particulier dans les endroits les plus bas,,.   
Les basses terres d'Ina sont d'un gris bleuâtre vif. Les collines sont plus foncées et brunes, la couleur habituelle de la surface lunaire,,,. Les basses terres ressemblent à du basalte fraîchement exposé avec une teneur élevée en titane comme le basalte observé dans certains jeunes cratères d'impact. Ina est entourée d'un léger halo sombre,. La surface de son environnement est légèrement plus bleue que la surface plus éloignée. 

## Analogues
Ina est le représentant le plus proéminent, le plus grand et le plus connu d'une classe de caractéristiques appelées irregular mare patch, également connues sous le nom de "creux de ménisque" pour la similitude de leurs bords à une lentille convexe,.  Plusieurs dizaines de ces caractéristiques sont connues sur la Lune, toutes situées sur la mers lunaires. Il est supposé qu'elles sont d'origine volcanique, mais plusieurs hypothèses alternatives existent et leur origine est loin d'être certaine,,.  
Des caractéristiques quelque peu similaires mais distinctes, appelées hollows, sont plutôt courantes sur Mercure. Ces caractéristiques diffèrent des creux de ménisque lunaire en ce qu'elles ont des halos brillants ; elles sont également plus répandues, souvent plus grosses et généralement situées dans des cratères d'impact,,.   

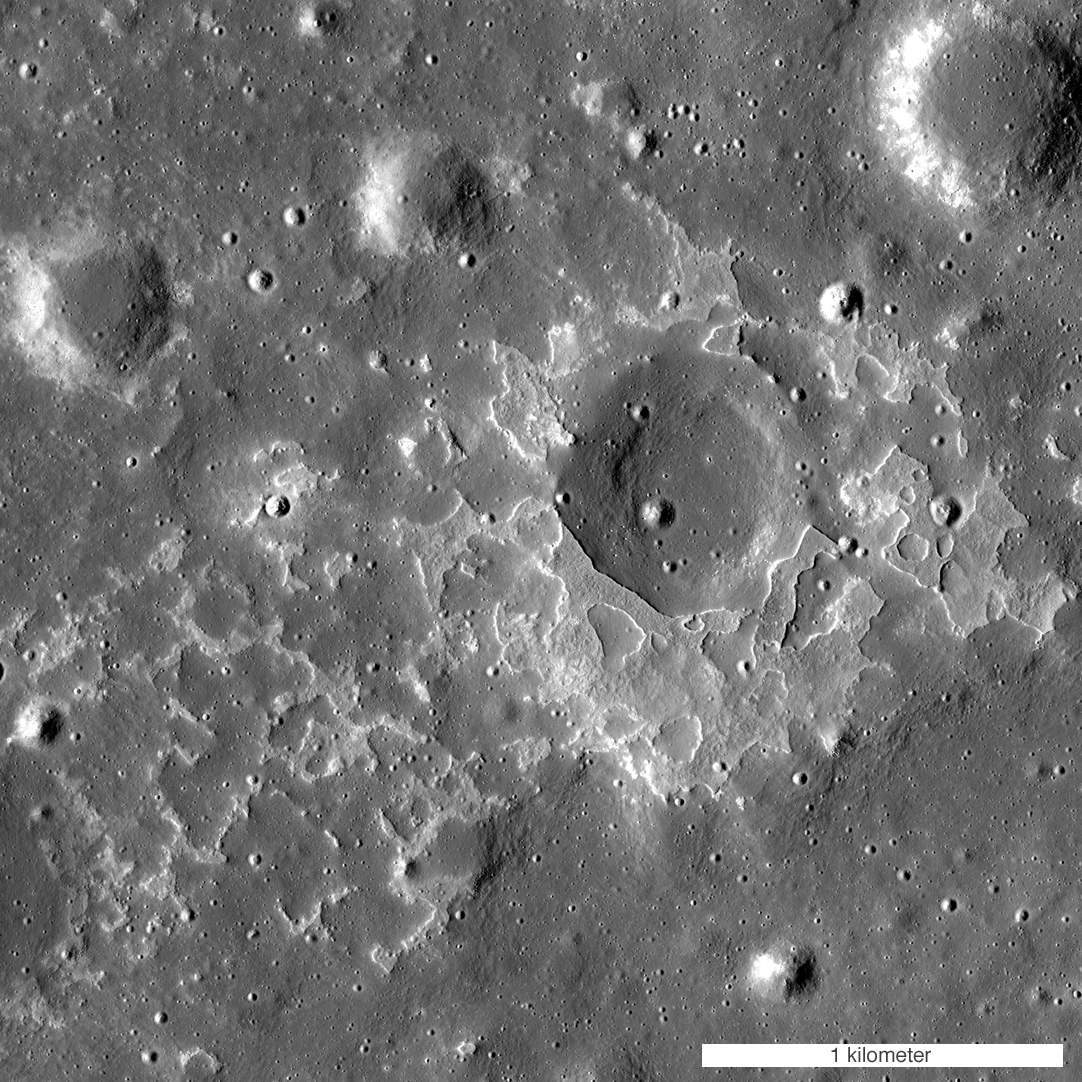
Fonction de type Ina dans la Mare Tranquillitatis lunaire. La largeur de l'image est de 3 km.
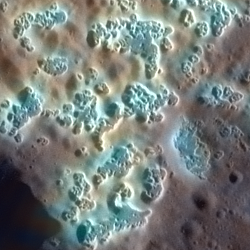
"Hollows" sur Mercure . Les couleurs sont améliorées. La largeur de l'image est de 7 km.

## Interprétations

### Âge
La surface des basses terres de l'Ina semble être beaucoup plus jeune que la surface de ses collines et de ses environs extérieurs. La preuve en est la couleur claire et la faible concentration de cratères sur ces basses terres. La surface de la Lune s'assombrit au cours du temps par érosion spatiale et de multiples impacts la parsèment de cratères, brouillant les bords nets de tous les reliefs et rendant les pentes plus douces,,,.     
Ina semble être l'une des plus jeunes caractéristiques de la Lune. La surface des collines est beaucoup plus ancienne : son âge semble être à peu près égal à l'âge de la surface habituelle de Lacus Felicitatis (plus d'un milliard d'années) mais les pentes et les bords de ces collines sont jeunes : elles ne pourraient pas conserver ces pentes et leur netteté pendant plus de 50 millions d'années,,. Le dôme sur lequel se trouve Ina semble être un peu plus jeune que son environnement, à en juger par la concentration de cratères.  
En revanche, il existe une estimation plus faible de l'âge des sommets des collines de l'Ina : 33 ± 2 millions d'années, sur la base du nombre de cratères avec le résultat de 137 cratères / km 2 pour les cratères supérieurs à 10 m de diamètre,,.   
En 2007, une nouvelle suggère qu'Ina n'est pas si jeune. L'étude examine des volcans connus sur Terre qui pourraient être similaires à Ina. Ce dernier semble être un cratère sur un volcan bouclier, de façon similaire au cratère Kilauea Iki sur le volcan Kīlauea à Hawaï. Lorsque la lave de ce cratère se solidifie, elle a créé une couche de roche très poreuse à l'intérieur de la fosse. Au fur et à mesure que l'approvisionnement en lave souterraine commence à diminuer, il éclate sous forme de "mousse magmatique" , un mélange pétillant de lave et de gaz. Lorsque cette mousse refroidit et se solidifie, elle forme une surface hautement poreuse.
Les chercheurs suggèrent qu'une éruption Ina aurait également produit de la mousse magmatique. De plus, en raison de la faible gravité de la Lune et de l'atmosphère presque absente, la mousse lunaire aurait été encore plus moelleuse que sur Terre, il est donc prévu que les structures à l'intérieur d'Ina soient encore plus poreuses que sur Terre. C'est la grande porosité de ces surfaces qui tromperait les estimations de date pour l'Ina, à la fois en cachant l'accumulation de régolithe et en rendant faux le nombre de cratères comptés. En prenant cela en compte,  l'équipe de planétologues obtient un âge révisé pour les Ina d'environ 3,5 milliards d'années. Cela est similaire à l'âge de la surface du bouclier volcanique qui entoure Ina et place l'activité Ina dans la période du volcanisme commun sur la Lune.

### Origine
L'origine de l'Ina n'est toujours pas confirmée. Tout d'abord, elle a été interprétée comme une caldeira d'un volcan ancien très bas,.   
Une autre version la considère comme le résultat d'une puissante éjection de certains gaz (volcaniques ou même radiogéniques), qui ont éliminé le régolithe. Dans ce cas, les collines sont des endroits où le régolithe d'origine a été préservé. 
Les collines pourraient aussi être des coulées de lave, gonflées pendant la croissance sous une couche dense,,. Toutes ces versions ont des défauts et ne peuvent pas totalement expliquer les caractéristiques observées. En particulier, l'Ina ne semble pas avoir d'anneau d'éjectas volcaniques, et l'activité volcanique sur la Lune semble avoir cessé depuis longtemps. 
Selon une autre version, Ina serait apparue (et continue de se former) en raison de l'effondrement du régolithe dans certaines cavités souterraines. Ceux-ci peuvent être d'anciens tunnels de lave ou le résultat de l'évaporation de substances volatiles.  Dans ce cas, les endroits rocheux brillants sur le sol d'Ina sont les endroits où le régolithe est déjà tombé tandis que les parties les plus sombres des basses terres sont celles où l'effondrement est encore incomplet. Les collines seraient alors les restes de la surface précédente, dont la surface diminue lentement. 